# Nuestra Señora de los Dolores (Mancha Blanca)

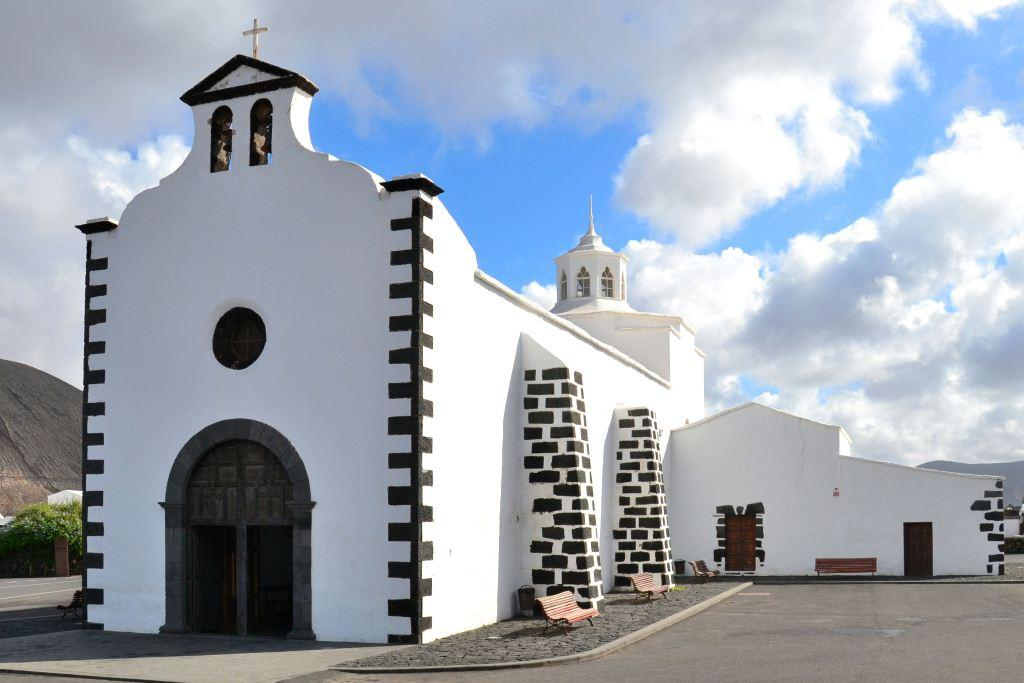
Wallfahrtskirche Los Dolores

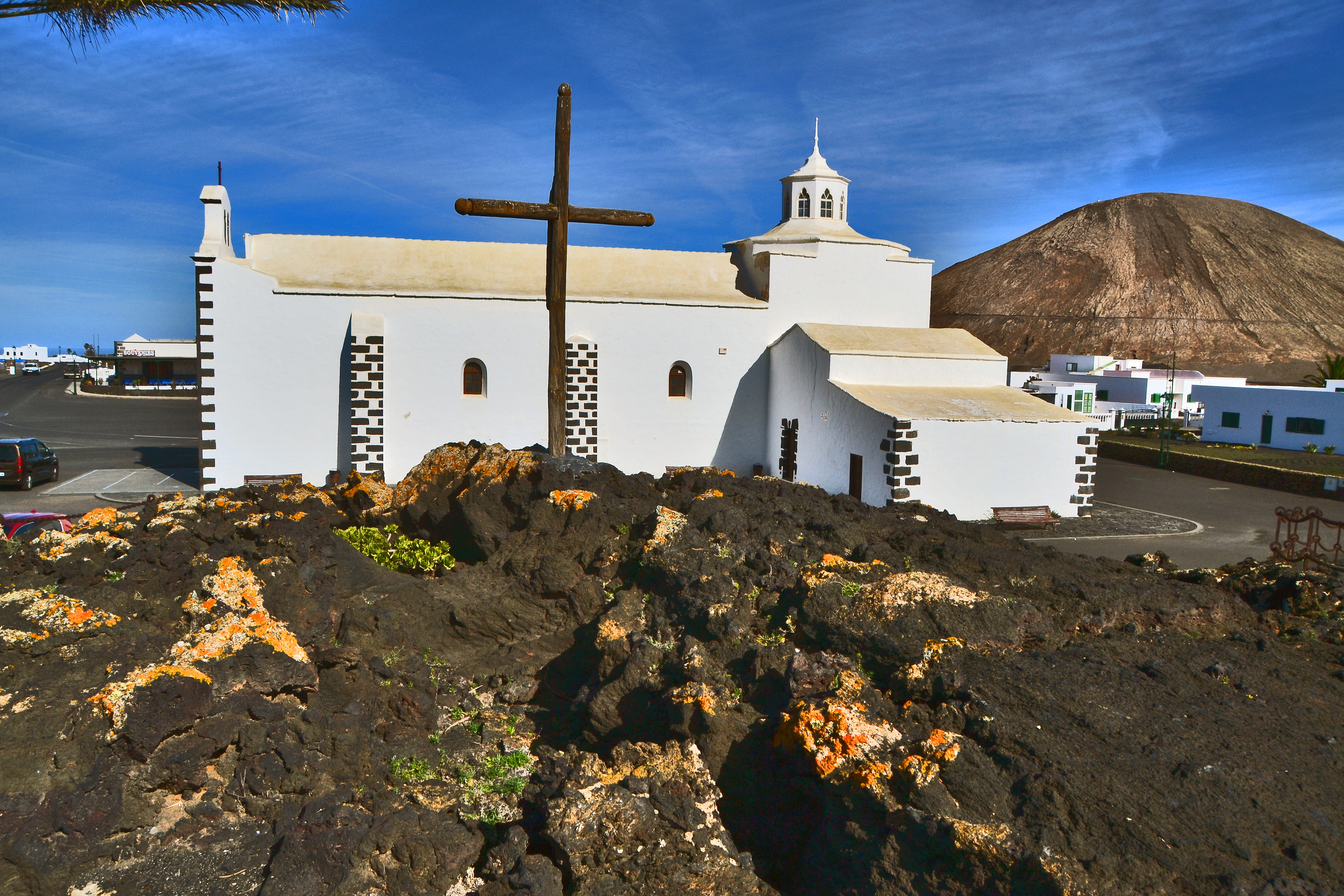
Das Ende eines Lavastromes vor der heutigen Wallfahrtskirche

Nuestra Señora de los Dolores (‚Unserer Lieben Frau von den Schmerzen‘), auch Ermita de los Dolores, ist eine römisch-katholische Kirche in Mancha Blanca, nahe dem Nationalpark Timanfaya in der Gemeinde Tinajo auf der Kanareninsel Lanzarote. 
Die Kirche ist ein Bau im Stil der klassischen kanarischen Architektur, im Einfluss des spanischen Kolonialismus. Sie ist ein einschiffiges Haus mit Strebepfeilern aus Basaltblöcken, von einem flachen Satteldach gedeckt. Sie ist bis auf das Sichtmauerwerk kalkweiß getüncht, die Fassade ist schlicht, mit Eckquaderung in Basalt, mit einem ebensolchen Rundbogentor, Rundfenster und Giebelreiter mit zwei Glocken im Rundbogen. Die Westseite ist mit einer überdeckten Kuppel mit byzantisierender Laterne überstanden. Die Kirche der armen Gemeinde wurde 1862 fertiggestellt.
In ihr befindet sich eine Madonna mit der Anrufung Nuestra Señora de los Volcanes (‚Unsere Liebe Frau von den Vulkanen‘, Schutzpatronin von Lanzarote).
Die Legende besagt, dass die Madonnenfigur, getragen von den verzweifelten Einwohnern des Dorfes Mancha Blanca, während einer Bittprozession die Lavaströme anhielt und so das Land vor weiterer Zerstörung bewahrte. Sie ist am 15. September jeden Jahres (Maria Schmerzen, hier örtlich Fiesta de la Virgen de los Volcanes) das Ziel von Wallfahrten, die an die Errettung vor den Lavaströmen der Vulkanausbrüche in den Jahren 1730 bis 1736 und 1824 erinnern.

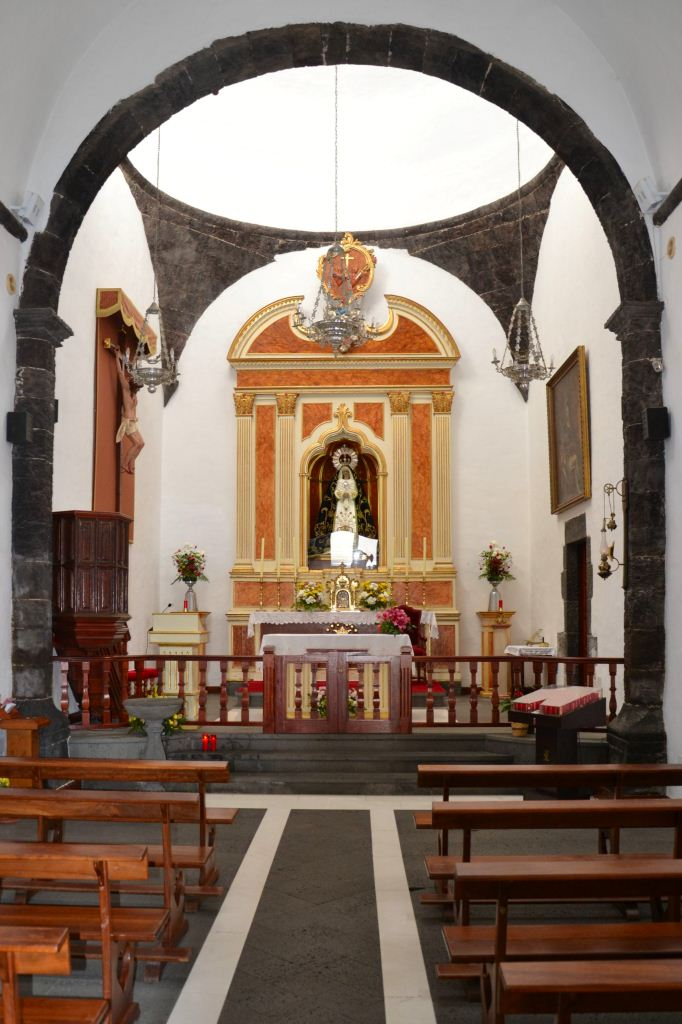
Gebetsraum der Kirche
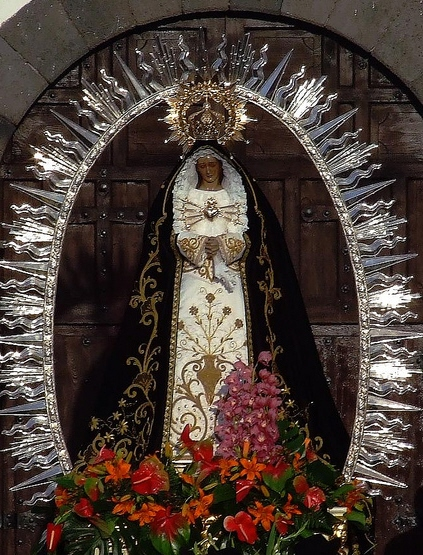
Jungfrau de Los Dolores